# Tommy Turrentine
Tommy Turrentine, właśc. Thomas Walter Turrentine, Jr. (ur. 22 kwietnia 1928 w Pittsburghu, zm. 15 maja 1997 w Nowym Jorku) – amerykański trębacz jazzowy, starszy brat saksofonisty Stanleya Turrentine’a. Pod swoim nazwiskiem ogłosił jedną płytę, eponimiczną Tommy Turrentine (Time Records, 1960), poza tym nagrywał jako sideman.

## Wybrana dyskografia
Opracowano na podstawie materiału źródłowego.

### Jako lider
- Tommy Turrentine (Time, 1960)

### Jako sideman
Ahmed Abdul-Malik:
- The Music of Ahmed Abdul-Malik (New Jazz, 1961)
- Sounds of Africa (New Jazz, 1961)

Sonny Clark:
- Leapin’ and Lopin’ (Blue Note, 1961)

Lou Donaldson:
- The Natural Soul (Blue Note, 1962)
- Signifyin’ (Argo, 1963)

Booker Ervin:
- The Book Cooks (Bethlehem, 1960)

Dexter Gordon:
- Landslide (Blue Note, 1961-1962)

Abbey Lincoln:
- Abbey Is Blue (Riverside, 1959)

Jackie McLean:
- A Fickle Sonance (Blue Note, 1962)

Horace Parlan:
- Speakin’ My Piece (Blue Note, 1960)
- On the Spur of the Moment (Blue Note, 1961)

John Patton:
- Blue John (Blue Note, 1963)

Max Roach:
- Quiet as It’s Kept (Mercury, 1959)
- Moon Faced and Starry Eyed (Mercury, 1959)
- Long as You’re Living (Enja, 1960)
- Parisian Sketches (Mercury, 1960)

Archie Shepp:
- Mama Too Tight (Impulse!, 1966)

Sun Ra:
- Blue Delight (A&M, 1989)

Stanley Turrentine:
- Comin’ Your Way (Blue Note, 1961)
- Jubilee Shout!!! (Blue Note, 1962)
- A Bluish Bag (Blue Note, 1967)
- The Man with the Sad Face (Fantasy, 1976)